# Substraat (druktechniek)
Een substraat is in de druktechniek het materiaal waarop wordt gedrukt. Dit betreft vele soorten papier, maar ook behang, karton, kunststof, textiel etc.
Er zijn een aantal karakteristieken waarmee een substraat kan worden beschreven:
1. Kleur - de kleur van het substraatmateriaal kan de inkt sterk beïnvloeden
2. Wit/helderheid - de sterkte van wit of kleur van een substraat
3. Opaciteit - de hoeveel licht die door een substraat gaat
4. Gladheid - gladde substraten laten een hoge rasterfijnheid toe, onregelmatige oppervlakten vereisen een lagere rasterfijnheid
5. Absorptie - Bepaalt hoe de inkt droogt en uitspreidt
6. Glans - reflecterend vermogen van het substraat
7. Dikte - zoals gemeten met een micrometer